# 诺贝特·胡贝尔
诺贝特·胡贝尔（德語：Norbert Huber，1964年9月3日—），意大利男子雪橇运动员。他曾代表意大利参加1984年、1992年、1994年和1998年冬季奥林匹克运动会雪橇比赛，获得一枚银牌和一枚铜牌。